# Ilian Bergala
Ilian Bergala (* 28. Februar 1996 in Les Lilas, Département Seine-Saint-Denis, Frankreich) ist ein französischer Schauspieler.
Er begann seine Karriere mit zwölf Jahren am Schultheater. 2013 erschien er bei Un premier été auf France 3. In Verstehen Sie die Béliers? spielte er die Figur des Gabriel, seine erste größere Rolle.

## Filmografie
- 2012: Rue Mandar
- 2013: Le Tableau
- 2014: Verstehen Sie die Béliers? (La Famille Bélier)
- 2014: Le Premier Été
- 2014: Candice Renoir (Fernsehserie, 1 Folge)
- 2015: Belle Gueule
- 2017: Ein Sack voll Murmeln (Un sac de billes)
- 2018: Jonas – Vergiss mich nicht (Jonas)
- 2018: Profiling Paris (Profilage, Fernsehserie, 1 Folge)
- 2020: Bon Voyage – Ein Franzose in Korea (#Jesuislà) – Regie: Éric Lartigau